# Gianluca Bortolami
Gianluca Bortolami (* 28. August 1968 in Locate di Triulzi) ist ein ehemaliger italienischer Radrennfahrer.

## Sportliche Laufbahn
1986 machte Gianluca Bortolami mit zwei Medaillen bei Junioren-Bahnweltmeisterschaften international auf sich aufmerksam: In der Einerverfolgung gewann er Silber und in der Mannschaftsverfolgung gemeinsam mit David Solari, Fabio Baldato und Endrio Leoni Bronze. Im selben Jahr entschied er den Giro della Lunigiana (Junioren) für sich. Er war Teilnehmer der Olympischen Sommerspiele 1988 in Seoul.  Im olympischen Straßenrennen kam er auf den 40. Rang.
1990 erhielt Bortolami seinen ersten Elitevertrag und blieb aktiv bis 2005. In diesen Jahren startete er sieben Mal bei der Tour de France; seine beste Einzelplatzierung war der 13. Platz im Jahre 1994. Bei derselben Austragung entschied er auch eine Etappe für sich. 1993 gewann er zum Saisonauftakt das Rennen Nizza–Alassio.
Zu Bortolamis weiteren Erfolgen zählen der Gewinn der Piemont-Rundfahrt im Jahr 1997, der Gewinn der Flandern-Rundfahrt 2001 sowie ein Etappensieg bei der Tour de Suisse im selben Jahr. 2002 gewann er die Bergwertung der Deutschland Tour sowie im Jahr 2004 die Rundfahrt Giro di Romagna. 1994 gewann er den Weltcup.
Wegen einer Herzmuskelentzündung beendete Gianluca Bortolami 2006 im Alter von 37 Jahren seine aktive Radsportlaufbahn.

## Doping
Im Rahmen des Prozesses gegen Michele Ferrari gestand Bortolami 1998, mit Epo gedopt zu haben. 2003 widerrief er das Geständnis, weil dies erzwungen gewesen sei. 2003 wurde er beim Rennen Drei Tage von De Panne positiv getestet und wegen Dopings sechs Monate vom italienischen Radsportverband gesperrt.

## Erfolge
1986
- Giro della Lunigiana (Junioren)

1989
- Trofeo Minardi

1990
- eine Etappe Tour of Britain

1991
- eine Etappe Tour of Britain
- eine Etappe Settimana Ciclistica Lombarda

1992
- zwei Etappen Portugal-Rundfahrt
- eine Etappe Tour de Romandie

1994
- eine Etappe Tour de France
- Giro del Veneto
- Meisterschaft von Zürich
- Leeds Classic
- UCI-Weltcup

1995
- Prolog Tour DuPont

1997
- eine Etappe Galicien-Rundfahrt
- Coppa Bernocchi
- Trofeo dello Scalatore 2
- Giro del Piemonte

1998
- Grand Prix Chiasso

1999
- zwei Etappen Österreich-Rundfahrt

2000
- Giro d’Abruzzo

2001
- Flandern-Rundfahrt
- Sparkassen Giro Bochum
- eine Etappe Tour de Suisse
- eine Etappe Brixia Tour

2002
- Giro di Romagna
- Grand Prix de Fourmies
- Gran Premio Beghelli

2003
- eine Etappe Drei Tage von De Panne

2004
- eine Etappe Belgien-Rundfahrt
- Giro di Romagna

## Grand-Tour-Platzierungen
| Grand Tour            | 1990 | 1991 | 1992 | 1993 | 1994 | 1995 | 1996 | 1997 | 1998 | 1999 | 2000 | 2001 | 2002 | 2003 | 2004 | 2005 |
| --------------------- | ---- | ---- | ---- | ---- | ---- | ---- | ---- | ---- | ---- | ---- | ---- | ---- | ---- | ---- | ---- | ---- |
| Giro d’ItaliaGiro     | 123  | 16   | 64   | 55   | 51   | –    | DNF  | 34   | –    | –    | 96   | –    | –    | –    | –    | –    |
| Tour de FranceTour    | –    | –    | –    | –    | 13   | DNF  | –    | –    | –    | –    | –    | –    | 75   | –    | –    | DNF  |
| Vuelta a EspañaVuelta | –    | –    | –    | –    | –    | –    | –    | –    | –    | –    | –    | –    | –    | –    | –    | –    |